# Одноударний приголосний
Одноударний приголосний – це тип приголосних, який утворюється раптовим рухом і коротким дотиком органів артикуляції.
Він відрізняється від кличного як своєю тривалістю (вірберанти, як правило, значно коротші), так і тим, що повітря не накопичується за артикуляційними органами, і тому кличний не з’являється на приголосному.
Вони також подібні до вібраційних, у яких суглобові органи коливаються внаслідок руху повітря. У вібрантів можливий одноразовий або багаторазовий дотик артикуляційних органів, а у верберантів – тільки один.
За допомогою міжнародного фонетичного алфавіту (IPA) можна записати три типи дієслів: альвеолярний (ɾ), ретрофлексний (ɽ) і губно-зубний (ѵ), іноді також виділяють альвеолярний центральний (ɾ) і альвеолярний бічний (ɺ).